# Брейтхаупт, Франц
Франц Брейтхаупт (нем. Franz Breithaupt; 8 декабря 1880, Берлин — 29 апреля 1945, Берг) — один из высших офицеров СС, обергруппенфюрер СС и генерал войск СС (20 апреля 1944).

## Биография
Франц Брейтхаупт родился 8 декабря 1880 года в Берлине в семье офицера, командира военной школы. Посещал подготовительную школу в Рендсбурге и Киле. В 1891 году поступил в кадетский корпус в Плёне. После окончания кадетского корпуса в 1899 году был принят фенрихом в 42-й пехотный полк. Посещал офицерские курсы военного училища в Меце. Переведён в 3-й батальон 42-го пехотного полка в Грайфсвальде. Позднее устроился помощником инструктора в Берлинский институт гимнастики. В октябре 1913 года принят в Берлинский институт гимнастики. В 1914 году назначен командиром 5-й роты 42-го пехотного полка, 20 мая 1914 года получил чин капитана. Участник Первой мировой войны. За боевые отличия был награждён Железным крестом 1-го и 2-го класса. В 1918 году демобилизован в чине майора.
В 1919—1921 состоял в морской бригаде Эрхардта. До 1931 года был управляющим Германского гимнастического общества. С апреля 1929 по 15 ноября 1931 года член «Стального шлема». 1 августа 1931 года вступил в НСДАП (билет № 602 663). 27 ноября 1931 года вступил в СА, где до 1 декабря 1932 был начальником штаба Имперской школы фюрера (нем. Reichsführerschule) для руководства СА в Мюнхене. Затем вступает в СС (билет № 39 719) в чине Штурмбаннфюрера и занимает должность адъютанта Рейхсфюрера СС в Берлине. С 31 июля 1933 года офицер для особых поручений в штабе рейхсфюрера СС. С 9 ноября 1934 до 1 апреля 1936 года адъютант Рейхсфюрера СС и командир гарнизона СС в Берлине (до 7 февраля 1941) — фактически личной охраны Адольфа Гитлера. В отличие от других подразделений СС данный гарнизон был самостоятельной структурой в системе СС. Недолгое время возглавлял торговую палату провинции Бранденбург. С 1 декабря 1937 года состоял членом общества Лебенсборн. В ноябре — декабре 1939 года командир 8-го, в июле — сентябре 1940 5-го полка соединений СС «Мертвая голова». С 25 октября 1940 по 15 августа 1942 года полицай-президент Бреслау, одновременно руководитель главного отдела КРИПО в Бреслау. 7 февраля 1941 года был вновь назначен командиром гарнизона СС в Большом Берлине и оставался на этом посту до 1 января 1942 года.
7 мая 1942 года официально объявил о выходе из протестантской церкви. 18 августа 1942 года сменил Пауля Шарфе на посту начальника Главного судебного управления СС. В компетенцию Брейтхаупта входило расследование дисциплинарных проступков и правонарушений членов СС, возбуждение уголовных дел, подготовка и вынесение судебных приговоров. С сентября 1939 по июнь 1944 года по приговору Суда СС был приведён в исполнение 1001 смертный приговор (в том числе в отношении 376 членов СС). В середине войны, по приказу Генриха Гиммлера, организовал расследование, а затем и ряд процессов по делу о финансовых злоупотреблениях в концентрационных лагерях. 29 апреля 1945 года был застрелен своим подчинённым унтерштурмфюрером СС Карлом Лангом.

## Награды
- Железный крест 2-го класса (22 ноября 1914) (Королевство Пруссия)
- Орден «За военные заслуги» 4-го класса с мечами (Королевство Бавария)
- Крест Фридриха 2-го класса (Герцогство Ангальт)
- Крест «За заслуги на войне» (Герцогство Саксен-Майнинген)
- Железный крест 1-го класса (31 мая 1916) (Королевство Пруссия)
- Королевский орден Дома Гогенцоллернов рыцарский крест с мечами (9 июня 1917)
- Крест «За военные заслуги»[нем.] 2-го класса (1 сентября 1917) (Великое герцогство Мекленбург-Шверин)
- Нагрудный знак «За ранение» в серебре (10 августа 1918)
- Почётный крест Первой мировой войны 1914/1918 с мечами (1934)
- Шеврон старого бойца
- Кольцо «Мёртвая голова»
- Почётная шпага рейхсфюрера СС (9 ноября 1935)
- Орден Саксен-Эрнестинского дома командорский крест 2-го класса с мечами на кольце (1 декабря 1935)
- Йольский светильник (16 декабря 1935)
- Немецкий Олимпийский почётный знак 1 класса (16 августа 1936)
- Медаль «В память 13 марта 1938 года» (25 декабря 1938)
- Медаль «В память 1 октября 1938 года»
- Крест военных заслуг 1-й степени с мечами (1 мая 1942)
- Орден Заслуг командорский крест (30 июля 1942) (Королевство Венгрия)
- Крест военных заслуг 1-й степени с мечами (30 января 1943)
- Почётный знак «За заботу о немецком народе» 2-й степени (30 января 1943)
- Медаль За выслугу лет в НСДАП в бронзе